# Xiagang (socken i Kina)
Xiagang (kinesiska: 下港乡, 下港) är en socken i Kina. Den ligger i provinsen Shandong, i den östra delen av landet, omkring 41 kilometer sydost om provinshuvudstaden Jinan. Antalet invånare är 38680. Befolkningen består av 19 060 kvinnor och 19 620 män. Barn under 15 år utgör 15,0 %, vuxna 15-64 år 72 %, och äldre över 65 år 12,0 %.
Genomsnittlig årsnederbörd är 845 millimeter. Den regnigaste månaden är juli, med i genomsnitt 304 mm nederbörd, och den torraste är januari, med 8 mm nederbörd.